# Фурст, Кристер
Карл Кристер Фурст (швед. Karl Christer Fursth; род. 6 июля 1970, Эребру) — бывший шведский футболист, полузащитник известный по выступлениям за клубы «Эребру», «Хаммарбю» и сборную Швеции. Участник Олимпийских игр 1992 года.

## Клубная карьера
Фурст начал карьеру в клубе «Эребру». 23 мая 1988 года в матче против «Форварда» он дебютировал в Суперэттан. По итогам сезона игрок помог клубу выйти в элиту. 9 апреля 1989 года в матче против «Хальмстада» он дебютировал в Алсвенскан лиге. Через неделю в поединке против ГАИСа Кристер забил свой первый гол за «Эребру». В 1995 году Фуртс перешёл в «Хельсингборг». В команде он провёл два сезона, став одним из самых полезных игроков. В начале 1997 года Фурст подписал контракт с немецким «Кёльном», стал одним из первых футболистов, воспользовавшихся правилом Босмана. 1 марта в матче против «Фрайбурга» он дебютировал в немецкой Бундеслиге. Из-за травм Кристер не смог закрепиться в составе и вернулся в Швецию, став игроком «Хаммарбю». 2 августа 1998 года в матче против «Хеккена» он дебютировал за основной состав. 27 августа в поединке Кубка Швеции против «Висби Гюте» Кристер забил свой первый гол за «Хаммарбю». В 2001 году Фурст помог команде выиграть чемпионат впервые в истории. В 2003 году игрок перешел в эмиратский «Аль-Айн», где по окончании сезона завершил карьеру.

## Международная карьера
В 1992 году в составе молодёжной сборной Швеции Фурст принял участие в молодёжном чемпионате Европы. На турнире он сыграл в матчах против команд Шотландии и Нидерландов.
В 1992 году в составе олимпийской сборной Швеции Фурст принял участие в Олимпийских играх в Барселоне. На турнире он сыграл в матчах против сборных Парагвая, Марокко, Южной Кореи и Австралии.
26 января 1992 года в тоарищеском матче против сборной Австралии Фурст дебютировал за сборную Швеции.

## Достижения
Клубные
 «Хаммарбю»
- Победитель Аллсенскан-лиги (1): 2001